# Eesti Laul 2015
La settima edizione dell'Eesti Laul si è tenuta dal 7 al 21 febbraio 2015 e ha selezionato il rappresentante dell'Estonia all'Eurovision Song Contest 2015 a Vienna.
I vincitori sono stati Elina Born & Stig Rästa con Goodbye to Yesterday.

## Organizzazione
L'Eesti Laul è il festival musicale che funge da metodo di selezione nazionale per l'Estonia all'Eurovision Song Contest. La settima edizione, come le precedenti, è stata organizzata dall'emittente estone Eesti Rahvusringhääling (ERR).
Il festival è stato articolato in due semifinali da 10 partecipanti e una finale, alla quale si sono qualificati i primi 5 classificati delle semifinali scelti da una combinazione del voto di televoto e giuria.

## Partecipanti
La lista dei partecipanti annunciata il 4 dicembre 2014.
| Artista                           | Titolo               | Lingua  | Compositori                                                     |
| --------------------------------- | -------------------- | ------- | --------------------------------------------------------------- |
| Airi Vipulkumar Kansar            | Saatuse laul         | Estone  | Urmas Kõiv, Anneli Kõiv                                         |
| Bluestocking                      | Kordumatu            | Estone  | Maria Soikonen                                                  |
| Daniel Levi                       | Burning Lights       | Inglese | Daniel Levi Viinalass                                           |
| Demie feat. Janice                | Kuum                 | Estone  | Raimo Ugast, Jaanika Merelaht                                   |
| Elephants From Neptune            | Unriddle Me          | Inglese | Jon-Arnold Mikiver, Robert Linna, Rain Joona, Markko Reinberg   |
| Elina Born & Stig Rästa           | Goodbye to Yesterday | Inglese | Stig Rästa                                                      |
| Elisa Kolk                        | Superlove            | Inglese | Vahur Valgmaa                                                   |
| Kali Briis Band                   | Idiot                | Inglese | Alan Olonen                                                     |
| Karl-Erik Taukar                  | Päev korraga         | Estone  | Karl-Erik Taukar, Mark-Eric Kammiste, Fred Krieger              |
| Kruuv                             | Tiiu talu tütreke    | Estone  | Allan Kasuk                                                     |
| Liis Lemsalu & Egert Milder       | Hold On              | Inglese | Liis Lemsalu, Madis Lett, Egert Milder, Henri Kuusk, Rob Montes |
| Luisa Värk                        | Minu päike           | Estone  | Mikk Tammepõld, Luisa Värk                                      |
| Maia Vahtramäe                    | Üle vesihalli taeva  | Estone  | Olav Osolin                                                     |
| Mari                              | Kolm päeva tagasi    | Estone  | Mariliis Jõgeva                                                 |
| Miina                             | Kohvitassi lugu      | Estone  | Miina Rikka                                                     |
| NimmerSchmidt                     | Kellega ma tutvusin? | Estone  | Fredy Schmidt, Andero Nimmer                                    |
| Robin Juhkental & The Big Bangers | Troubles             | Inglese | Robin Juhkental & The Big Bangers                               |
| The Blurry Lane                   | Exceptional          | Inglese | Kristina Bianca Rantala                                         |
| Triin Niitoja & John4             | This Is Our Choice   | Inglese | Jaanus Saago, Triin Niitoja                                     |
| Wilhem                            | Light Up Your Mind   | Inglese | Anett Kulbin, Paul Neitsov, Jorven Viilik                       |

## Semifinali

### Prima semifinale
La prima semifinale si è tenuta il 7 febbraio 2015 presso l'Estonia Theatre di Tallinn.
I 5 finalisti sono stati: Elisa Kolk, Elephants From Neptune, The Blurry Lane, Maia Vahtramäe e Robin Juhkental & The Big Bangers.
| #  | Artista                           | Titolo              | Punteggio | Punteggio | Punteggio | Posizione |
| #  | Artista                           | Titolo              | Giuria    | Televoto  | Totale    | Posizione |
| -- | --------------------------------- | ------------------- | --------- | --------- | --------- | --------- |
| 1  | Karl-Erik Taukar                  | Päev korraga        | 6         | 6         | 12        | 6         |
| 2  | Miina                             | Kohvitassi lugu     | 3         | 1         | 4         | 10        |
| 3  | The Blurry Lane                   | Exceptional         | 4         | 9         | 13        | 3         |
| 4  | Liis Lemsalu & Egert Milder       | Hold On             | 7         | 2         | 9         | 7         |
| 5  | Airi Vipulkumar Kansar            | Saatuse laul        | 2         | 3         | 5         | 9         |
| 6  | Maia Vahtramäe                    | Üle vesihalli taeva | 5         | 8         | 13        | 4         |
| 7  | Robin Juhkental & The Big Bangers | Troubles            | 8         | 5         | 13        | 5         |
| 8  | Elephants From Neptune            | Unriddle Me         | 10        | 4         | 14        | 2         |
| 9  | Elisa Kolk                        | Superlove           | 9         | 10        | 19        | 1         |
| 10 | Bluestocking                      | Kordumatu           | 1         | 7         | 8         | 8         |

### Seconda semifinale
La seconda semifinale si è tenuta il 14 febbraio 2015 presso l'Estonia Theatre di Tallinn.
I 5 finalisti sono stati: Elina Born & Stig Rästa, Daniel Levi, Triin Niitoja & John4, Kali Briis Band e Luisa Värk.
| #  | Artista                 | Titolo               | Punteggio | Punteggio | Punteggio | Posizione |
| #  | Artista                 | Titolo               | Giuria    | Televoto  | Totale    | Posizione |
| -- | ----------------------- | -------------------- | --------- | --------- | --------- | --------- |
| 1  | Wilhelm                 | Light Up Your Mind   | 8         | 1         | 9         | 8         |
| 2  | Kruuv                   | Tiiu talu tütreke    | 2         | 7         | 9         | 6         |
| 3  | Demie feat. Janice      | Kuum                 | 3         | 2         | 5         | 10        |
| 4  | NimmerSchmidt           | Kellega ma tutvusin? | 6         | 3         | 9         | 7         |
| 5  | Elina Born & Stig Rästa | Goodbye to Yesterday | 10        | 10        | 20        | 1         |
| 6  | Daniel Levi             | Burning Lights       | 7         | 9         | 16        | 2         |
| 7  | Triin Niitoja & John4   | This Is Our Choice   | 5         | 8         | 13        | 3         |
| 8  | Kali Briis Band         | Idiot                | 9         | 4         | 13        | 4         |
| 9  | Luisa Värk              | Minu päike           | 4         | 6         | 10        | 5         |
| 10 | Mari                    | Kolm päeva tagasi    | 1         | 5         | 9         | 9         |

## Finale
La finale si è tenuta il 21 febbraio 2015 presso la Nordea Concert Hall di Tallinn.
| #  | Artista                           | Titolo               | Punteggio | Punteggio | Punteggio | Posizione |
| #  | Artista                           | Titolo               | Giuria    | Televoto  | Totale    | Posizione |
| -- | --------------------------------- | -------------------- | --------- | --------- | --------- | --------- |
| 1  | Luisa Värk                        | Minu päike           | 2         | 1         | 3         | 10        |
| 2  | Maia Vahtramäe                    | Üle vesihalli taeva  | 3         | 2         | 5         | 9         |
| 3  | Elina Born & Stig Rästa           | Goodbye to Yesterday | 10        | 10        | 20        | 1         |
| 4  | Kali Briis Band                   | Idiot                | 4         | 5         | 9         | 7         |
| 5  | Robin Juhkental & The Big Bangers | Troubles             | 7         | 3         | 10        | 6         |
| 6  | Daniel Levi                       | Burning Lights       | 8         | 9         | 17        | 2         |
| 7  | Elisa Kolk                        | Superlove            | 6         | 8         | 14        | 3         |
| 8  | The Blurry Lane                   | Exceptional          | 1         | 6         | 7         | 8         |
| 9  | Elephants From Neptune            | Unriddle Me          | 9         | 4         | 13        | 4         |
| 10 | Triin Niitoja & John4             | This Is Our Choice   | 5         | 7         | 12        | 5         |

### Superfinale
| # | Artista                 | Titolo               | Televoto | Posizione |
| - | ----------------------- | -------------------- | -------- | --------- |
| 1 | Elina Born & Stig Rästa | Goodbye to Yesterday | 79%      | 1         |
| 2 | Daniel Levi             | Burning Lights       | 13%      | 2         |
| 3 | Elisa Kolk              | Superlove            | 8%       | 3         |

## All'Eurovision Song Contest
L'Estonia si è esibita 7ª nella prima semifinale, dove si è classificata 3ª con 105 punti e si è qualificata per la finale. Esibitasi 4ª, l'Estonia si è classificata 7ª con 106 punti.

### Giuria
La giuria estone per l'Eurovision Song Contest 2015 è stata composta da:
- Sven Lõhmus, compositore e produttore
- Olav Osolin, compositore e commentatore
- Dagmar Oja , cantante
- Triin Niitoja, cantante
- Egert Milder, cantante e musicista